# Jovica Nikolić
Jovica Nikolić (Svetozarevo, 11 de julho de 1959) é um ex-futebolista profissional sérvio, que atuou pela ex-Iugoslávia, medalhista olímpico.

## Carreira
Jovica Nikolić pela Seleção Iugoslava de Futebol, jogou a Eurocopa de 1984, as Olimpiádas do mesmo ano. 
Foi jogador do Sport Comércio e Salgueiros  (Portugal) nas épocas 89/90 e 90/91. 